# Wolfgang Scheller
Wolfgang Scheller (* 21. Juni 1947) ist ein ehemaliger deutscher Fußballspieler. Für den FC Vorwärts Berlin hatte er zwischen 1967 und 1969 zwei kurze Einsätze in der DDR-Oberliga, der höchsten Spielklasse im DDR-Fußball. 1968/69 gehörte er zur Meistermannschaft des FCV.

## Sportliche Laufbahn
Seinen Einstand im höherklassigen DDR-Fußball gab der 19-jährige Wolfgang Scheller in der Saison 1966/67 als Stürmer des zweitklassigen DDR-Ligisten Motor Babelsberg. Obwohl er für Babelsberg nur vier Ligaspiele bestritt, machte er mit seinen drei Treffern bereits auf seine Torgefährlichkeit aufmerksam. Im Mai 1967 wurde Scheller für 18 Monate zum Wehrdienst in der Nationalen Volksarmee eingezogen. Dort bekam er die Möglichkeit, beim Spitzenklub der Armeesportvereinigung Vorwärts, dem FC Vorwärts Berlin, weiter Fußball zu spielen. Er wurde zunächst in der 2. Mannschaft eingesetzt, die zu dieser Zeit in der drittklassigen Stadtliga Berlin vertreten war. Seine ersten Spiele absolvierte Scheller in der Aufstiegsrunde zur DDR-Liga, die für den FCV erfolglos blieb. In den Punktspielen der Stadtliga der Spielzeit 1967/68 wurde Scheller Stammspieler und war als Torjäger erfolgreich. Am Ende der Saison kam er zu seinem ersten Oberligaeinsatz, als er am vorletzten Spieltag in der Begegnung Sachsenring Zwickau – FCV (2:1) in der 75. Minute eingewechselt wurde. Zur Saison 1968/69 wurde er in das erweiterte Oberligaaufgebot aufgenommen. Tatsächlich kam er erst am 18. Oberligaspieltag im Auswärtsspiel beim FC Rot-Weiß Erfurt zur 2. Halbzeit für den Mittelfeldspieler Jürgen Nöldner zum Einsatz. Am Ende wurde der FC Vorwärts Meister, sodass sich auch Scheller als Meisterspieler titulieren konnte. Als weiteren Erfolg in dieser Saison konnte Scheller den Aufstieg der 2. Mannschaft in die DDR-Liga verbuchen.  Mit ihr bestritt er zu Beginn der Saison 1969/70 noch drei Ligaspiele, bis er im Oktober 1969 aus dem Armeedienst entlassen wurde.
Anschließend schloss sich Scheller dem DDR-Ligisten Post Neubrandenburg an. In den verblieben 21 DDR-Liga-Spielen kam er 20-mal zum Einsatz und wurde mit seinen zehn Treffern noch Torschützenkönig der Post-Mannschaft. Auch in den fünf folgenden Spielzeiten war Scheller mit Post Neubrandenburg in der DDR-Liga vertreten. Von den 114 Ligaspielen dieses Zeitraums bestritt er 83 Begegnungen und erzielte dabei 26 weitere Tore. Mit sieben bzw. acht Treffern wurde er sowohl 1971 wie auch 1972 wieder Neubrandenburger Torschützenkönig. In seiner vorerst letzten Ligasaison 1974/75 schoss Scheller nur noch zwei Tore und bestritt auch nur zwölf der 22 Punktspiele.
Schon mit 28 Jahren beendete Wolfgang Scheller anschließend seine Laufbahn als Leistungssportler, war aber noch weiter als Freizeitkicker aktiv. 1983/84 tauchte mit der BSG Baumechanik Neubrandenburg noch einmal in der DDR-Liga auf. Beim Aufsteiger, der nach der Saison wieder abstieg, bestritt Scheller aushilfsweise ein Ligaspiel.